# هوگ سوم، دوک بورگوندی
هوگ سوم، دوک بورگوندی (به انگلیسی: Hugh III, Duke of Burgundy)، یکی از دوک‌های دوک‌نشین بورگوندی بین سال‌های ۱۱۶۲ تا ۱۱۹۲ بود. وی به همراه سایر فرانسوی‌ها عازم شرق شد تا در جنگ صلیبی سوم شرکت کند. هوگ در جریان نبرد آرسوف و محاصره عکا از فرماندهان ارشد سپاه صلیبی بود.